# 醇解
醇解（英語：Alcoholysis）是指酯、酰氯、酸酐、酰胺、腈等化合物在醇作用下发生的分解反应，它是溶剂解的一种形式。

## 有機
酯的醇解也称酯交换反应，得到一个新酯和一个新醇。例如：酰氯的醇解得到酯和氯化氢，酸酐醇解得到酯和羧酸，酰胺醇解得到酯和氨，腈醇解得到酯和硫酸氢铵。